# Strelna-Terrassen-Quadrille

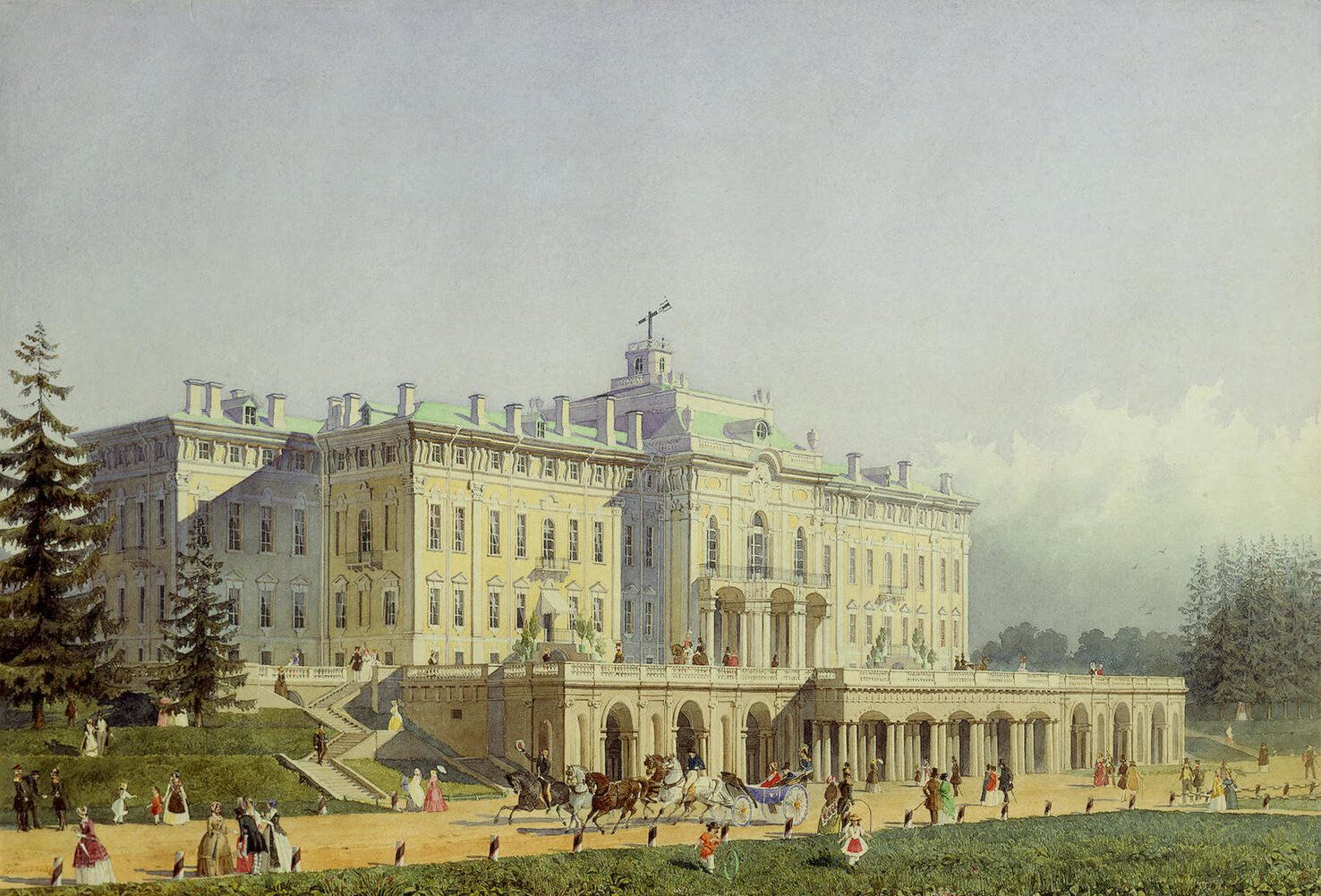
Palatset i Strelna på en teckning från 1847.

Strelna-Terrassen-Quadrille, op. 185, är en kadrilj av Johann Strauss den yngre. Den spelades första gången den 13 oktober 1856 (möjligen något tidigare) i Pavlovsk i Ryssland.

## Historia
Strauss förläggare, Carl Haslinger, förspillde inga möjligheter att öka försäljningen av sin klients musik genom att förse framsidorna till klaverutdragen med utsökta gravyrteckningar. Ett särskilt fint exempel, ritad och graverad av W. Tatzelt, återfinns på Strelna-Terrassen-Quadrille från 1856. Teckningen visar delar av palatset i Strelna, storfurste Konstantin Nikolajevitjs sommarresidens. Tatzelt fokuserar på palatsets magnifika blomsterprydda terrasser med trädgårdspaviljonger och fontäner. Liksom sin yngre bror Mikael Nikolajevitj var Konstantin inte bara musikälskare men även praktiserande musiker, och det hände att de bröderna uppträdde som cellister i Strauss orkester i Pavlovsk. Strauss hade mött dem första gången i Wien 1852 då storfurstarna var gäster hos kejsare Frans Josef I av Österrike. Förutom att medverka vid Strauss konserter inbjöd Konstantin dessutom honom och orkestern att uppträda vid sitt palats i Strelna. Det kan ha varit vid ett av dessa tillfällen - en bal som hölls den 30 juli 1856 - som Strauss dirigerade det första framförandet av sin Strelna-Terrassen-Quadrille. Dessvärre kan inte detta vederläggas då inga programblad av vilken musik som spelades har bevarats. Om verket hade framförts vid det tillfället hade det med stor säkerhet givit genklang hos publiken, men inga sådana existerar. Det är därför mer troligt att verket hade sin premiär vid Strauss sista konsert för säsongen, som hölls i Vauxhall Pavilion i Pavlovsk den 13 oktober 1856. Detta datum är även noterad i violaspelaren F.A. Zimmermanns detaljerade dagbok.
Kadriljen var uppenbarligen en stor succé vid premiären och fick tas om. Tyvärr verkar inte storfurste Konstantin ha varit närvarande vid framförandet. Publiken i Wien fick höra verket för första gången den 27 december 1856, då Strauss framförde detta tillsammans med andra verk i danslokalen Zum Sperl vid en konsert han delade med sin broder Josef Strauss.

## Om kadriljen
Speltiden är ca 5 minuter och 22 sekunder plus minus några sekunder beroende på dirigentens musikaliska tolkning.

## Weblänkar
- Strelna-Terrassen-Quadrille i Naxos-utgåvan.